# Johannes Peters (Politiker, 1899)
Johannes Peters (* 29. Mai 1899 in Verne im Kreis Büren; † 25. Dezember 1990 in Münster) war ein deutscher Jurist und Politiker (CDU).

## Leben und Beruf
Nach dem Besuch der Volksschule und dem Abitur am Gymnasium studierte Peters als Werkstudent Rechts- und Staatswissenschaften in Münster und Berlin. Dort wurde er Mitglied der katholischen Studentenverbindung Unitas-Winfridia. Im Anschluss an seine Promotion 1924 absolvierte er ein Volontariat beim Verband ländlicher Genossenschaften in Münster. Er wurde 1927 Verbandsprüfer, war seit 1929 am Aufbau verschiedener Absatzorganisationen für landwirtschaftliche Erzeugnisse beteiligt und später Leiter von landwirtschaftlichen Absatzzentralen.
Peters wurde 1946 zunächst stellvertretender Verbandsdirektor und war seit 1949 Verbandsdirektor und Vorstandsmitglied des Verbandes ländlicher Genossenschaften der Provinz Westfalen Raiffeisen e. V. mit Sitz in Münster.

## Partei
Peters schloss sich während seines Studiums dem Zentrum an. 1945 war er Mitbegründer der CDU in Münster und Westfalen. Er gehörte von 1953 bis 1956 dem Landesvorstand der CDU Westfalen-Lippe an, war von 1949 bis 1960 Mitglied im CDU-Bundesparteiausschuss und von 1949 bis 1953 Vorsitzender des Agrarausschusses der Bundes-CDU.

## Abgeordneter
Peters gehörte vom 5. Juli 1950 bis 1970 dem nordrhein-westfälischen Landtag an.

## Öffentliche Ämter
Peters amtierte vom 1. Januar 1953 bis zum 28. Februar 1956 als Minister für Ernährung, Landwirtschaft und Forsten in der von Ministerpräsident Karl Arnold geführten Landesregierung von Nordrhein-Westfalen.